# Chapelle Saint-Colomban et son calvaire
La chapelle Saint-Colomban et son calvaire sont situés à Plounévez-Quintin en France.

## Localisation
La chapelle et le calvaire sont situés sur le territoire de la commune de Plounévez-Quintin, dans le département  des Côtes-d'Armor, dans la région Bretagne.

## Galerie

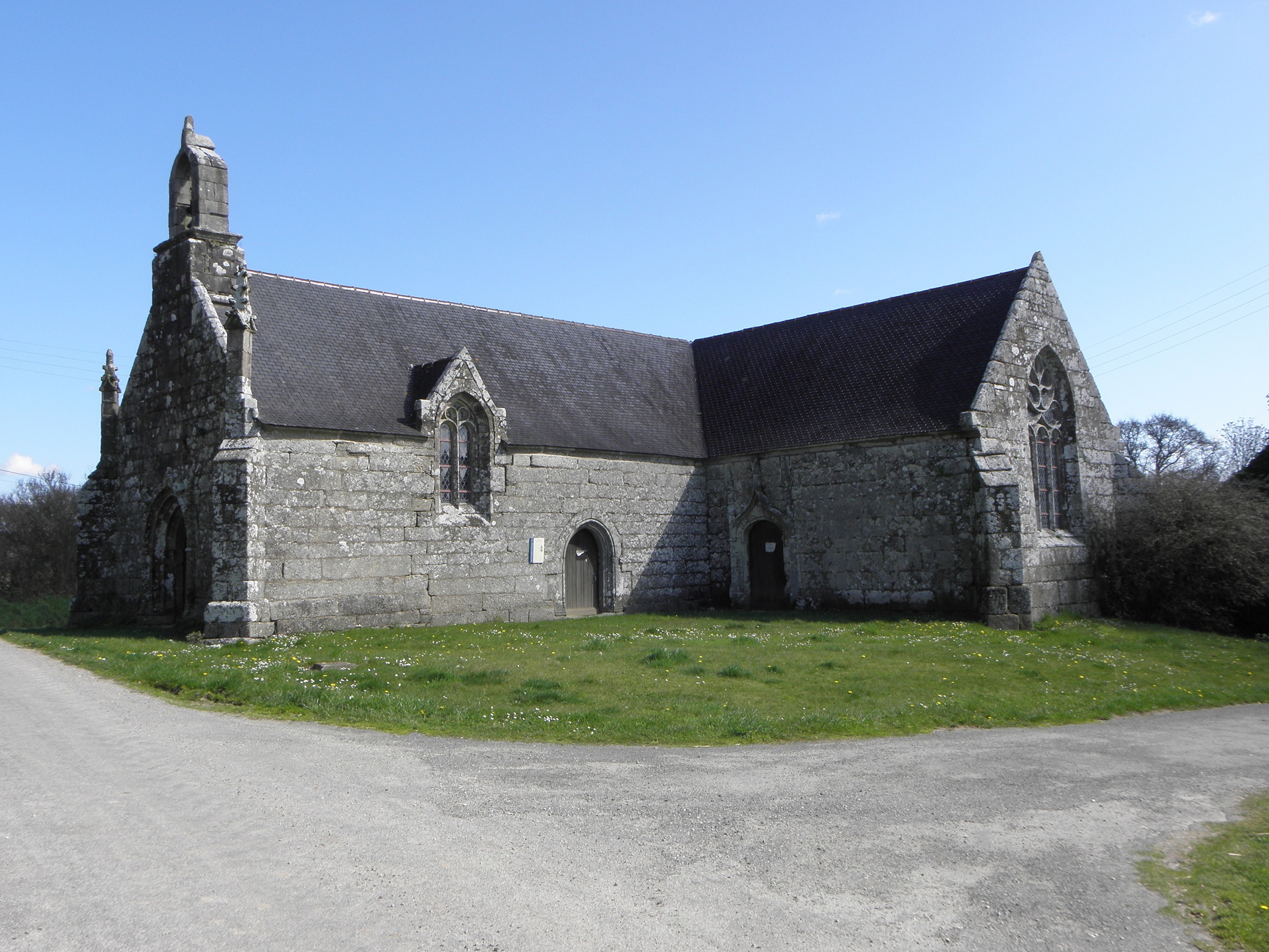
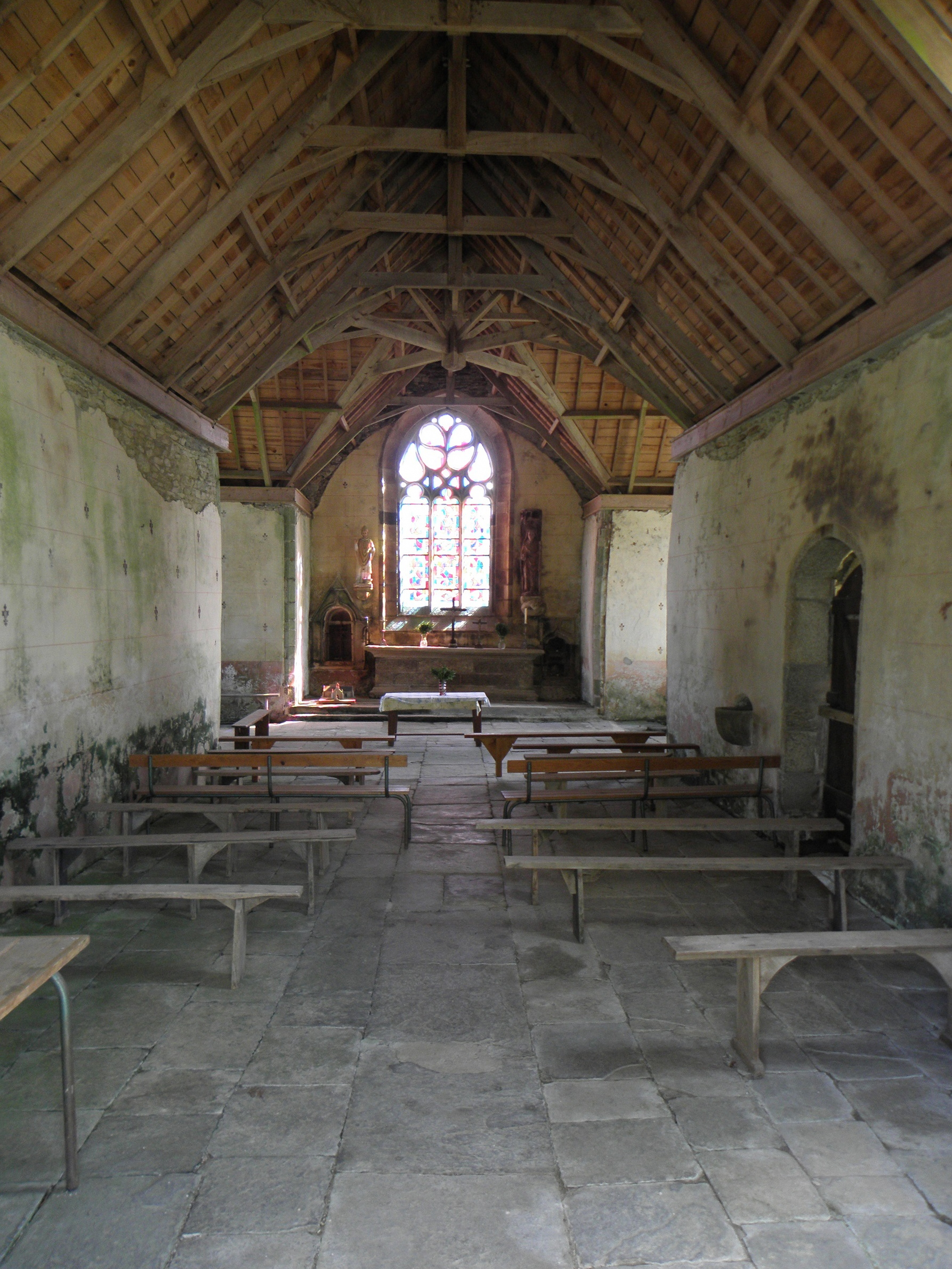
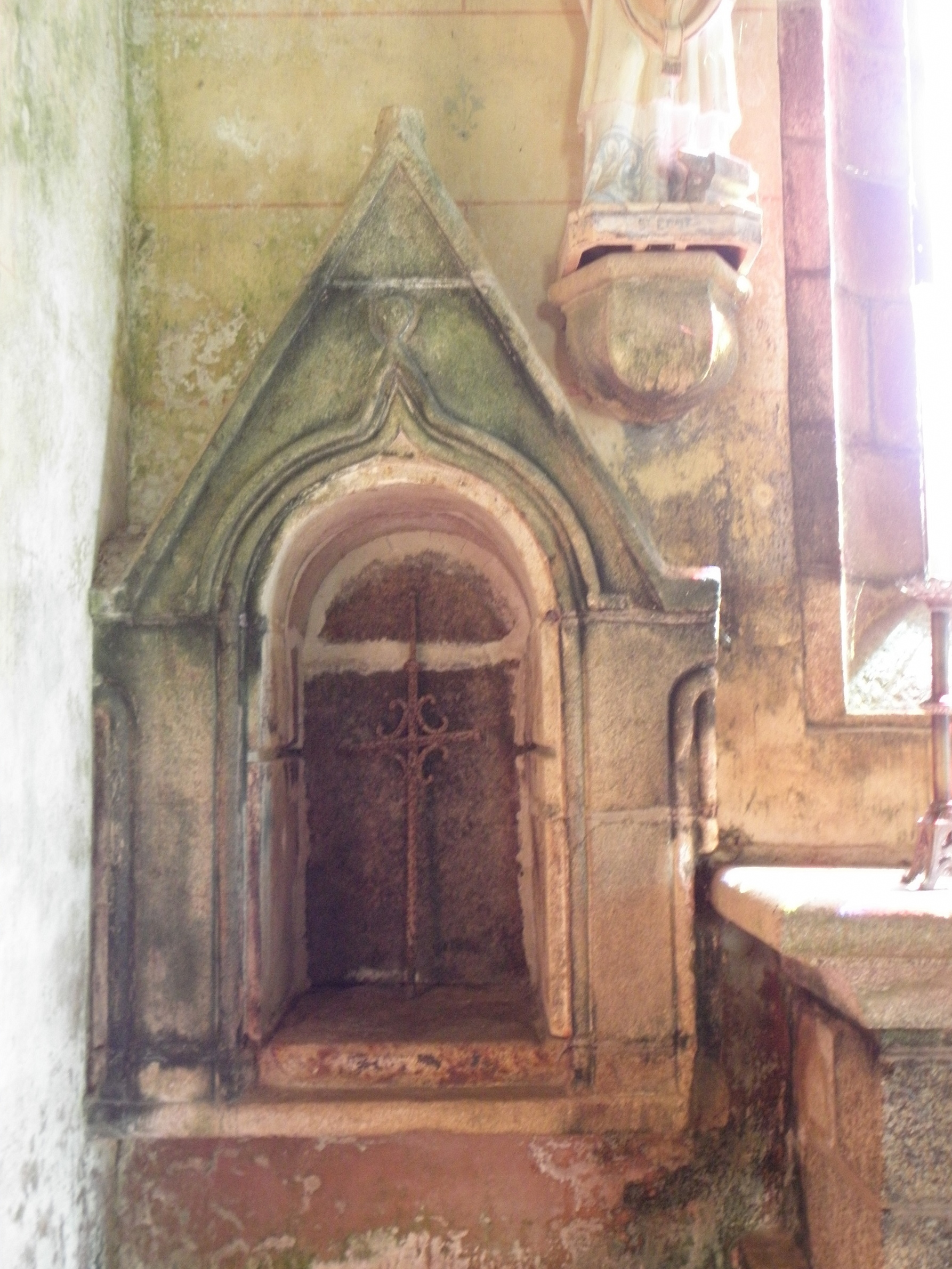
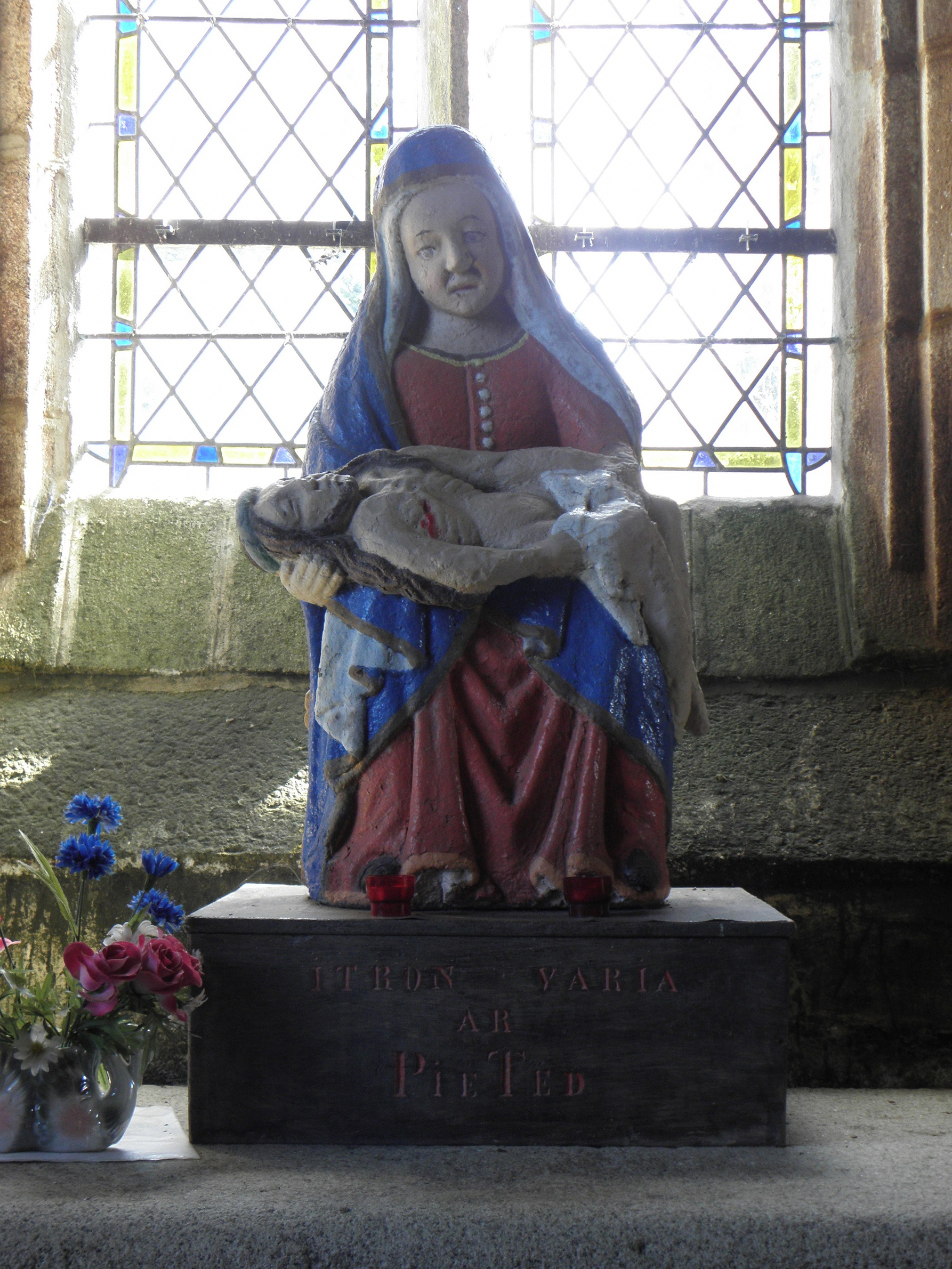
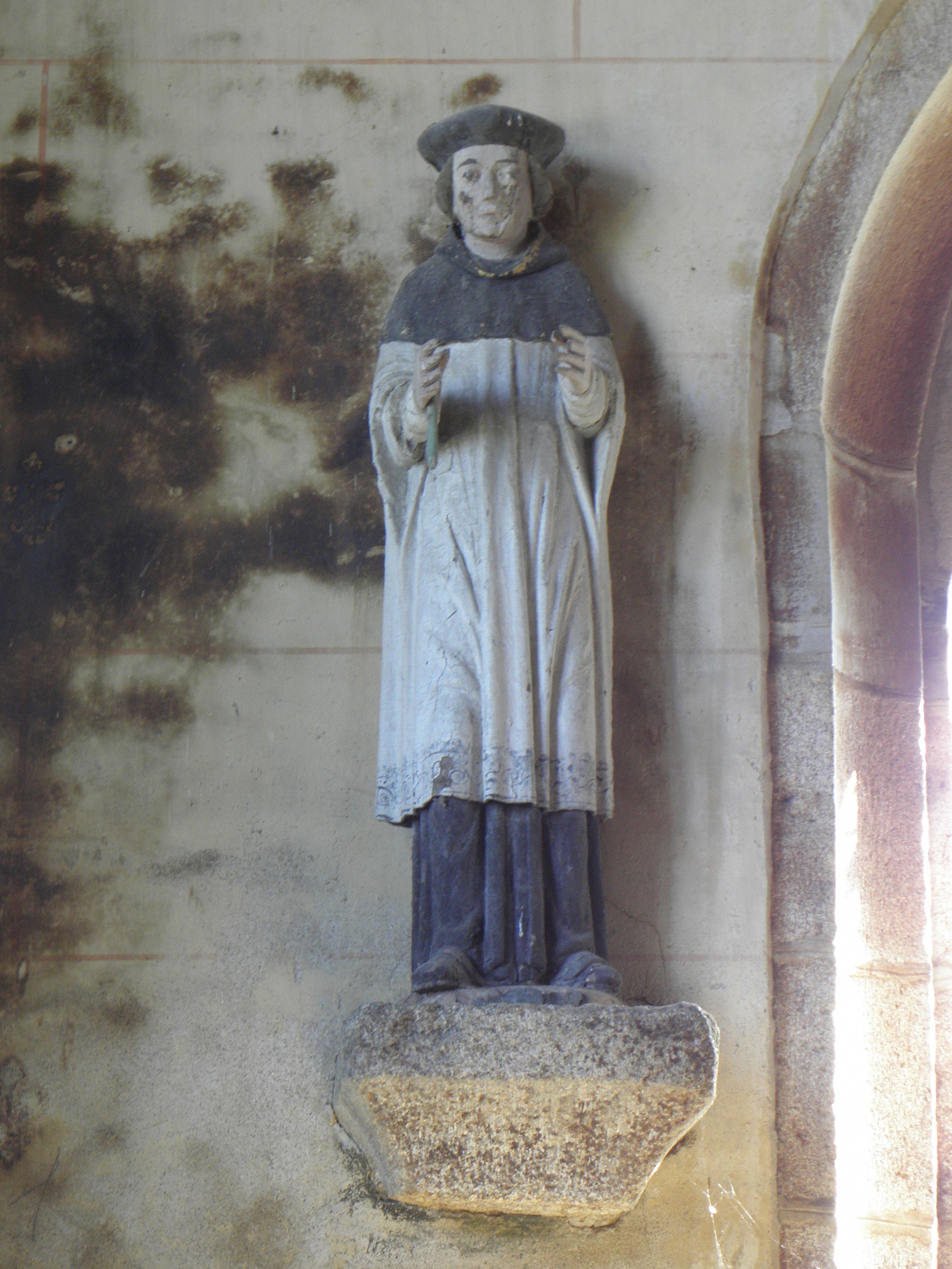
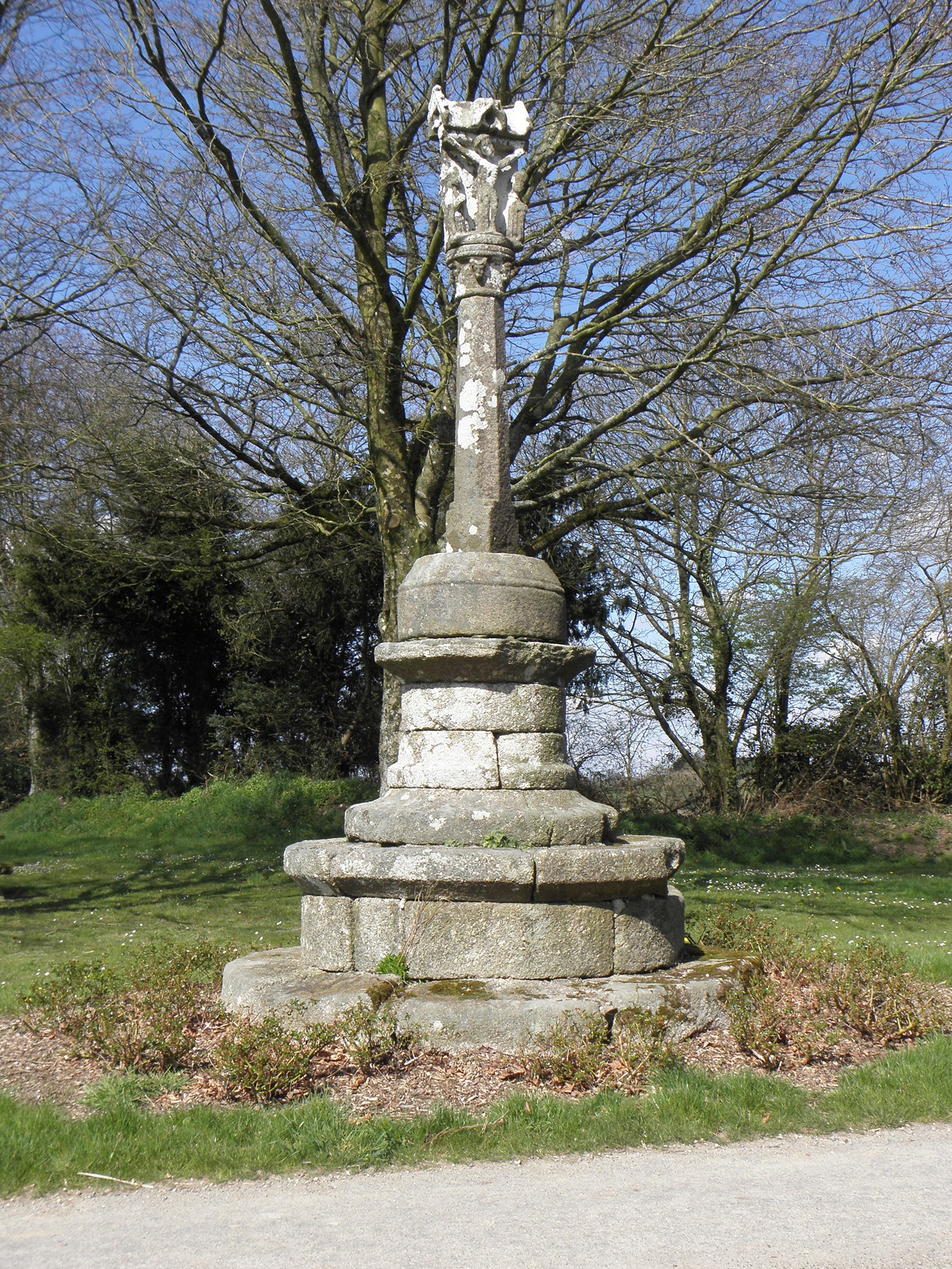

## Description
Le calvaire se compose d'un banc circulaire autour d'un gros socle. Un fût polygonal soutient un motif de croix. Celui-ci, avec moulures à son départ, est sculpté de figurines avec ornements.

## Historique
La chapelle et le calvaire sont inscrits au titre des monuments historiques par arrêté du 7 octobre 1964.